# Лаймстоун (Іллінойс)
Лаймстоун (англ. Limestone) — селище (англ. village) в США, в окрузі Канкакі штату Іллінойс. Населення — 1558 осіб (2020).

## Географія
Лаймстоун розташований за координатами 41°6′54″ пн. ш. 87°56′49″ зх. д. / 41.11500° пн. ш. 87.94694° зх. д. (41.114901, -87.946873).  За даними Бюро перепису населення США в 2010 році селище мало площу 5,65 км², уся площа — суходіл. В 2017 році площа становила 6,77 км², уся площа — суходіл.

## Демографія
Згідно з переписом 2010 року, у селищі мешкало 1598 осіб у 576 домогосподарствах у складі 469 родин. Густота населення становила 283 особи/км².  Було 598 помешкань (106/км²).
Расовий склад населення:
| - 95,7 % — білих - 0,6 % — азіатів - 0,5 % — чорних або афроамериканців - 1,6 % — осіб інших рас |

До двох чи більше рас належало 1,6 %. Частка іспаномовних становила 2,9 % від усіх жителів.
За віковим діапазоном населення розподілялося таким чином: 25,4 % — особи молодші 18 років, 61,8 % — особи у віці 18—64 років, 12,8 % — особи у віці 65 років та старші. Медіана віку мешканця становила 40,3 року. На 100 осіб жіночої статі у селищі припадало 99,3 чоловіків;  на 100 жінок у віці від 18 років та старших — 94,5 чоловіків також старших 18 років.
Середній дохід на одне домашнє господарство  становив 84 137 доларів США (медіана — 75 400), а середній дохід на одну сім'ю — 90 401 долар (медіана — 76 875). Медіана доходів становила 51 694 долари для чоловіків та 41 106 доларів для жінок. За межею бідності перебувало 3,5 % осіб, у тому числі 10,1 % дітей у віці до 18 років та 1,1 % осіб у віці 65 років та старших.
Цивільне працевлаштоване населення становило 733 особи. Основні галузі зайнятості: освіта, охорона здоров'я та соціальна допомога — 28,9 %, виробництво — 17,6 %, роздрібна торгівля — 11,5 %, науковці, спеціалісти, менеджери — 9,3 %.